# Plebejus argentea
Plebejus argentea är en fjärilsart som beskrevs av Lampa 1885. Plebejus argentea ingår i släktet Plebejus och familjen juvelvingar. Inga underarter finns listade i Catalogue of Life.